# Hocine Soltani
Hocine Soltani (Thenia, 27 december 1972 – 1 maart 2002) was een Algerijns bokser. In 1991 werd hij Afrikaans kampioen bij de vedergewichten. In datzelfde jaar werd hij ook nog derde op het WK voor amateurs.
Hij behaalde twee medailles op de Olympische Spelen:
- Brons op de OS van 1992 (bij de vedergewichten). In de halve finale verloor Soltani van de latere winnaar Andreas Tews
- Goud in 1996 (bij de lichtgewichten).

In 1998 werd hij profbokser. Na twee jaren (met 4 overwinningen uit 4 kampen) nam hij in 2000 afscheid als bokser. Nadien ging hij werken als exporteur van auto's naar Afrika in Marseille. Op 1 maart 2002 vertrok hij voor een ontmoeting met een man die twee auto's naar Algerije wilde laten exporteren en verdween spoorloos. In 2004 werd er in Algerije een lichaam gevonden waarvan na dna-onderzoek werd vastgesteld dat dit Soltani was. Hij werd begraven in Bodouaou. De man met wie Soltani de dag van zijn verdwijning een ontmoeting had gehad werd gearresteerd en veroordeeld tot acht jaar gevangenisstraf wegens ontvoering en de daaropvolgende dood van het slachtoffer.
1904: Harry Spanger ·
1908: Frederick Grace ·
1920: Samuel Mosberg ·
1924: Hans Jacob Nielsen ·
1928: Carlo Orlandi ·
1932: Lawrence Stevens ·
1936: Imre Harangi ·
1948: Gerald Dreyer ·
1952: Aureliano Bolognesi ·
1956: Richard McTaggart ·
1960: Kazimierz Paździor ·
1964: Józef Grudzień ·
1968: Ronald W. Harris ·
1972: Jan Szczepański ·
1976: Howard Davis Jr. ·
1980: Ángel Herrera ·
1984: Pernell Whitaker ·
1988: Andreas Zülow ·
1992: Oscar de la Hoya ·
1996: Hocine Soltani ·
2000: Mario Kindelán ·
2004: Mario Kindelán ·
2008: Aleksej Tisjtsjenko ·
2012: Vasyl Lomatsjenko ·
2016: Robson Conceição ·
2020: Andy Cruz ·
2024: Erislandy Álvarez